# 매물도
매물도(每勿島) 또는 대매물도(大每勿島)는 대한민국 경상남도 통영시 한산면 매죽리에 위치한 섬을 일컫는다. 섬의 면적은 2.4㎢이며,해안선 길이는 5.5km에 달한다. 최고봉은 섬 중앙에 솟은 장군봉으로 210m이다.

## 역사
매물도는 조선 초기에는 한자로 ‘매매도(每每島)’로 표기되었고, 후기에는 ‘매미도(每味島)’와 ‘매물도(每物島 또는 每勿島)’로 표기되었다.
1810년경에 1차 대매물도에 이주하여 살았으나, 1825년에 흉년과 괴질로 인해 1차 정착민이 전원 사망하고 1869년에 2차 정착민이 정착하여 살기 시작하였다.

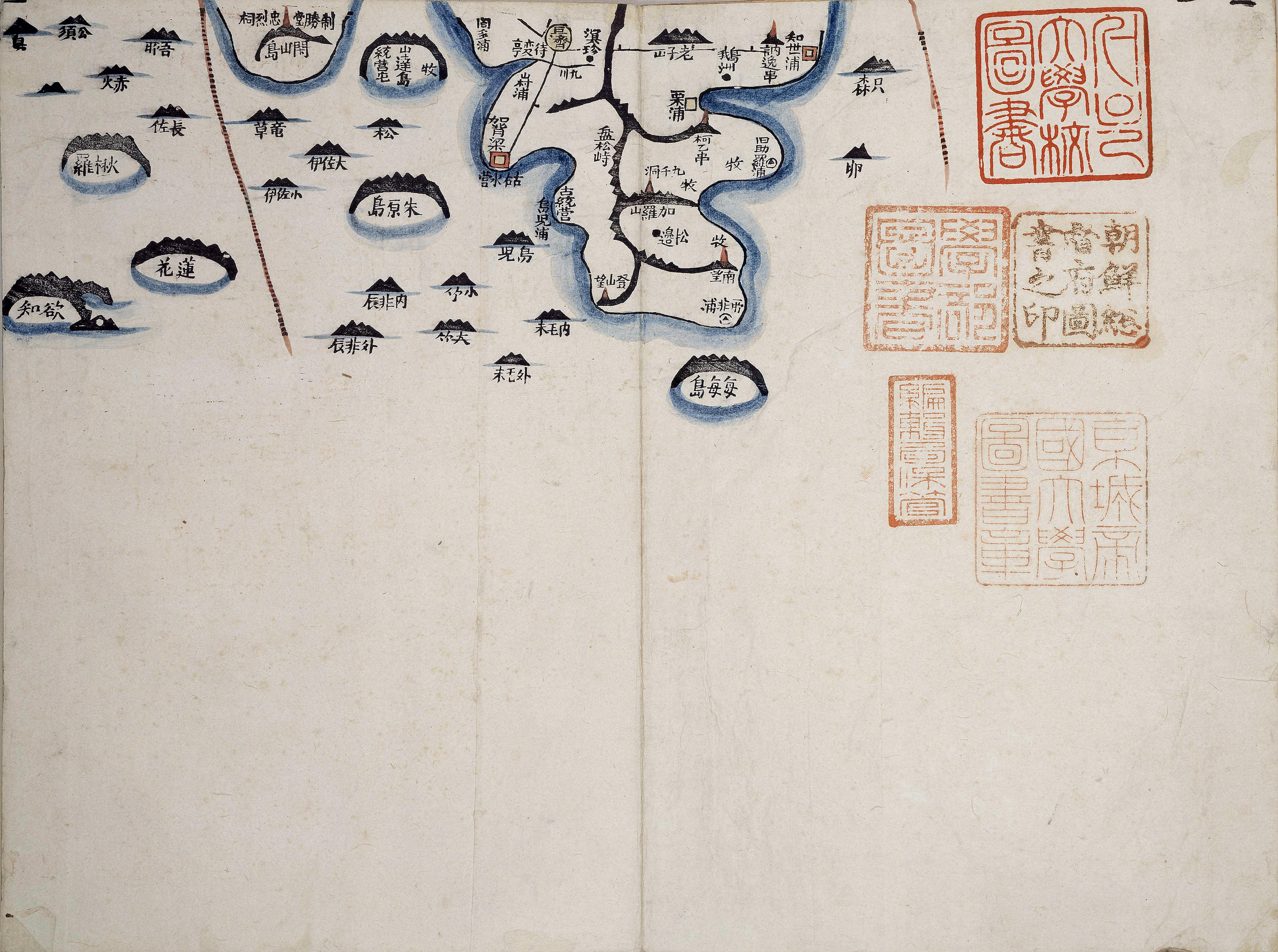
대동여지도의 매물도(每勿島)

## 지리
매물도는 통영에서 남동쪽으로 19.3㎞ 위치하고 있다. 매물도의 북쪽으로는 어유도가 위치하며, 남서쪽으로는 소매물도와 등대섬이 인접하고 있다.
1월 평균기온은 약 2.1℃, 8월 평균기온은 약 27.3℃이고, 연강수량은 1,405mm로 온난한 아열대성 기후로 아열대 식물이 자란다.
생활이 이루어지는 마을로는 대항마을과 담금마을이 있다.

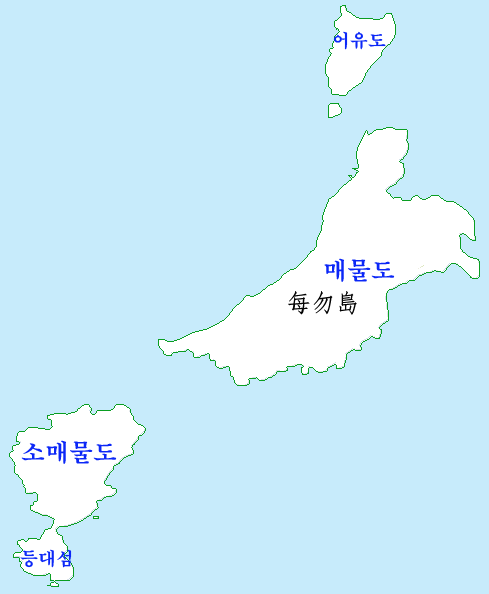
매물도와 인근 섬

## 교통
거제시의 저구항이나 통영시의 한산도에서도 매물도를 들어가는 배편이 매일 운행한다.
- 매물도항

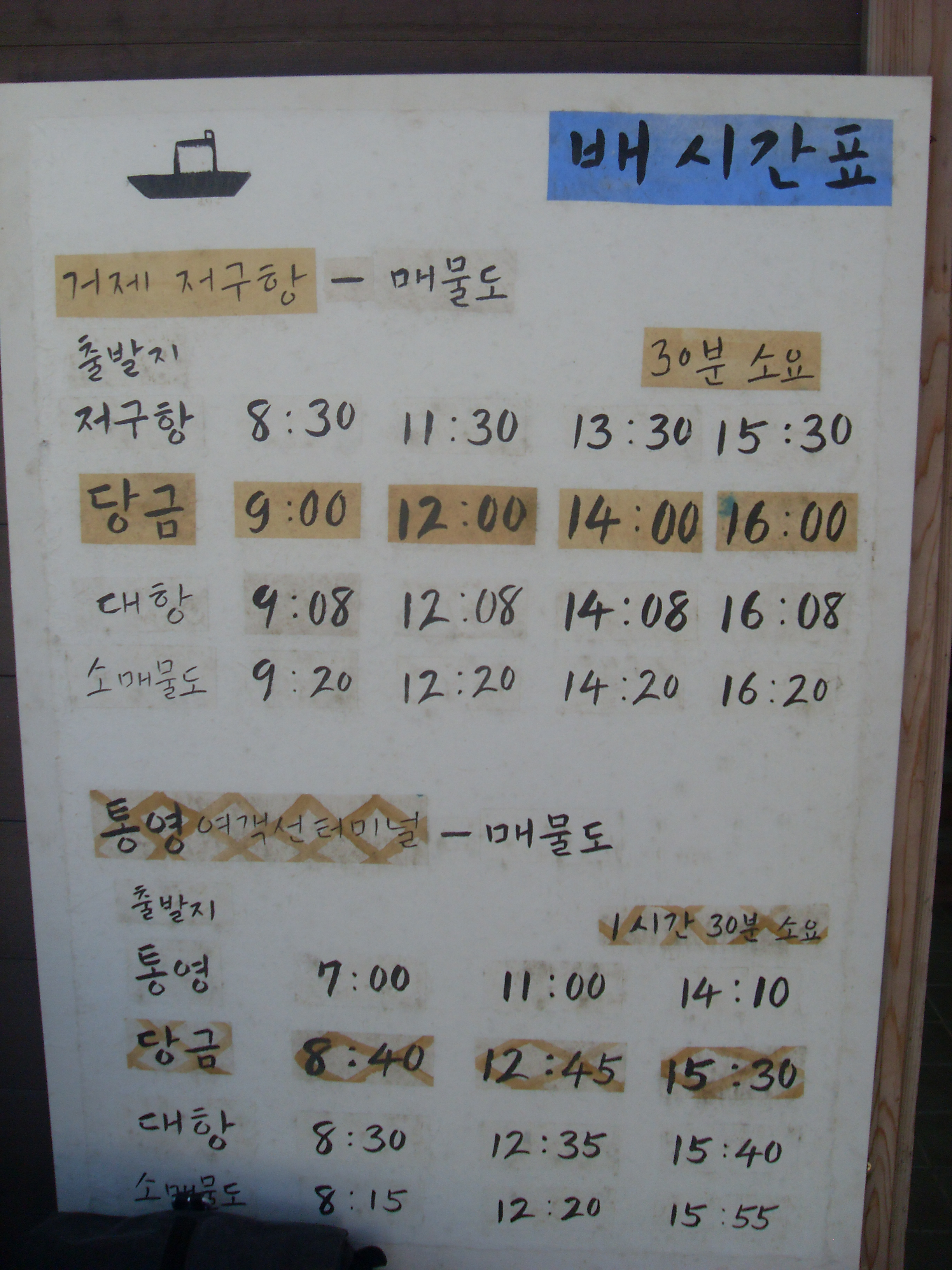
매물도 배 시간표

## 같이 보기
- 소매물도
- 등대섬
- 통영 매물도 후박나무 - 경상남도 기념물 제214호